# صدف‌خوار جزیره جنوب
صدف‌خوار جزیره جنوب (نام علمی: Haematopus finschi) نام یک گونه پرنده از سرده صدف‌خوار است.